# Lykos (Gemahl der Theobule)
Lykos (altgriechisch Λύκος Lýkos, deutsch ‚Wolf‘) ist eine Gestalt der griechischen Mythologie.
Laut Hyginus ist er Gatte der Theobule und Vater der boiotischen Heerführer Prothoënor und Arkesilaos. Während Prothoënor im Verlauf des Trojanischen Krieges im Kampf mit Polydamas fiel, wurde Arkesilaos von Hektor getötet. 
Die übrige Überlieferung kennt als Vater des Bruderpaares Areïlykos oder Archilykos.